# Moas de Abaixo
Moas de Abaixo ist ein kleiner Ort am Jakobsweg in der Provinz A Coruña der Autonomen Gemeinschaft Galicien, administrativ gehört der Ort zu Santiago de Compostela.